# 道の駅桜峠
道の駅桜峠（みちのえき さくらとうげ）は、石川県鳳珠郡能登町字当目にある石川県道57号内浦柳田線の道の駅である。

## 概要
1996年（平成8年）9月13日、石川県が整備した「桜峠ポケットパーク」の一角に、当時の柳田村が特産物販売所「美知の駅桜峠ポケットパーク」を開設。翌年に道の駅として登録された。駅名は付近の桜峠にちなむ。
開業時からの施設が手狭だったことから、2016年（平成28年）に施設をリニューアル。同年3月25日にオープンし、建物の広さを2倍にしたほか店内の座席数をこれまでの10席から2倍の20席に拡張している。
2024年（令和6年）1月1日 - 能登半島地震が発生。道の駅の前の法面が崩壊するなどして県道が通行不能となった。

## 施設
- 駐車場
  - 普通車：29台[1]
  - 大型車：3台[1]
  - 身障者用：1台[1]
- トイレ（いずれも24時間利用可能）
  - 男：大 2器、小 3器
  - 女：3器
  - 身障者用：1器
- 直売施設（イートインスペース併設、9:00 - 17:00・冬季は10:00 - 16:00）[1]
- 日本庭園

### 管理
- 石川県（駐車場）[3]
- 能登町（直売施設、指定管理者は定めていない）[3]

## 休館日
- 毎週月曜日（祝日の場合は翌日）[1]

## アクセス
- 石川県道57号内浦柳田線（珠洲道路）[1][2] - 登録路線
- 能登空港（のと里山空港）より約10分。

北鉄奥能登バスが運行する特急バスの「桜峠」バス停が設置されている。
- 珠洲特急線（穴水駅前経由金沢駅西口行き・すずなり館前行き）[8]
- 珠洲宇出津特急線（穴水駅前経由金沢駅西口行き・能登町役場前経由すずなり館前行き）[9]

## 周辺
- 柳田温泉